# Adriano Maleiane
Adriano Afonso Maleiane, né le 6 novembre 1949 à Matola, alors en Afrique orientale portugaise, est un économiste et homme politique mozambicain. Il est Premier ministre de 2022 à 2025.

## Biographie

### Formation
Adriano Maleiane est diplômé en économie de l'université Eduardo-Mondlane en 1989 et obtient une maîtrise en finance managériale à l'université de Londres en 1998.

### Carrière
Entre 1991 et 2006, Adriano Maleiane est gouverneur de la Banque du Mozambique. Il est président-directeur général de la Banco Nacional de Investimento (BNI), la banque de développement publique du Mozambique, entre 2011 et janvier 2015.
Le 19 janvier 2015, Adriano Maleiane est nommé ministre de l'Économie et des Finances dans le cabinet du président Filipe Nyusi,. Le 3 mars 2022, il est nommé Premier ministre par le président,.

## Autres activités
De par ses fonctions de ministre, il est membre de droit du conseil des gouverneurs du Fonds monétaire international (FMI) et de la Banque islamique de développement (BID).